# Amphiprion melanopus
Amphiprion melanopus là một loài cá hề thuộc chi Amphiprion trong họ Cá thia. Loài này được mô tả lần đầu tiên vào năm 1852.

## Từ nguyên
Từ định danh của loài cá này được ghép bởi hai từ trong tiếng Hy Lạp cổ đại: tiền tố melano: "đen" và hậu tố pus: "chân", hàm ý đề cập đến vây bụng có màu đen.

## Phạm vi phân bố và môi trường sống
A. melanopus được ghi nhận chủ yếu ở ngoài khơi các đảo quốc và quần đảo phía tây Thái Bình Dương, bao gồm Indonesia (từ Bali trải dài đến các nhóm đảo phía đông), phía nam Philippines, Papua New Guinea, quần đảo Solomon, Vanuatu, Nouvelle-Calédonie, quần đảo Caroline, quần đảo Mariana, quần đảo Gilbert (Kiribati), Nauru và quần đảo Marshall, giới hạn phía nam đến bờ đông Queensland (Úc) và biển San Hô.
Quần thể trước đây được cho là A. melanopus ở Fiji, Tonga và quần đảo Samoa đã được công nhận là một loài hợp lệ, là Amphiprion barberi.
A. melanopus được quan sát gần các rạn san hô ngoài khơi và trong các đầm phá ở độ sâu đến ít nhất là 20 m. Chúng sống cộng sinh với 3 loài hải quỳ, thường thấy nhất là Entacmaea quadricolor, nhưng đôi khi với Heteractis crispa và ít gặp hơn đối với Heteractis magnifica. Cá con sử dụng khứu giác để nhận ra hải quỳ vật chủ chứ không phải thị giác.

## Mô tả

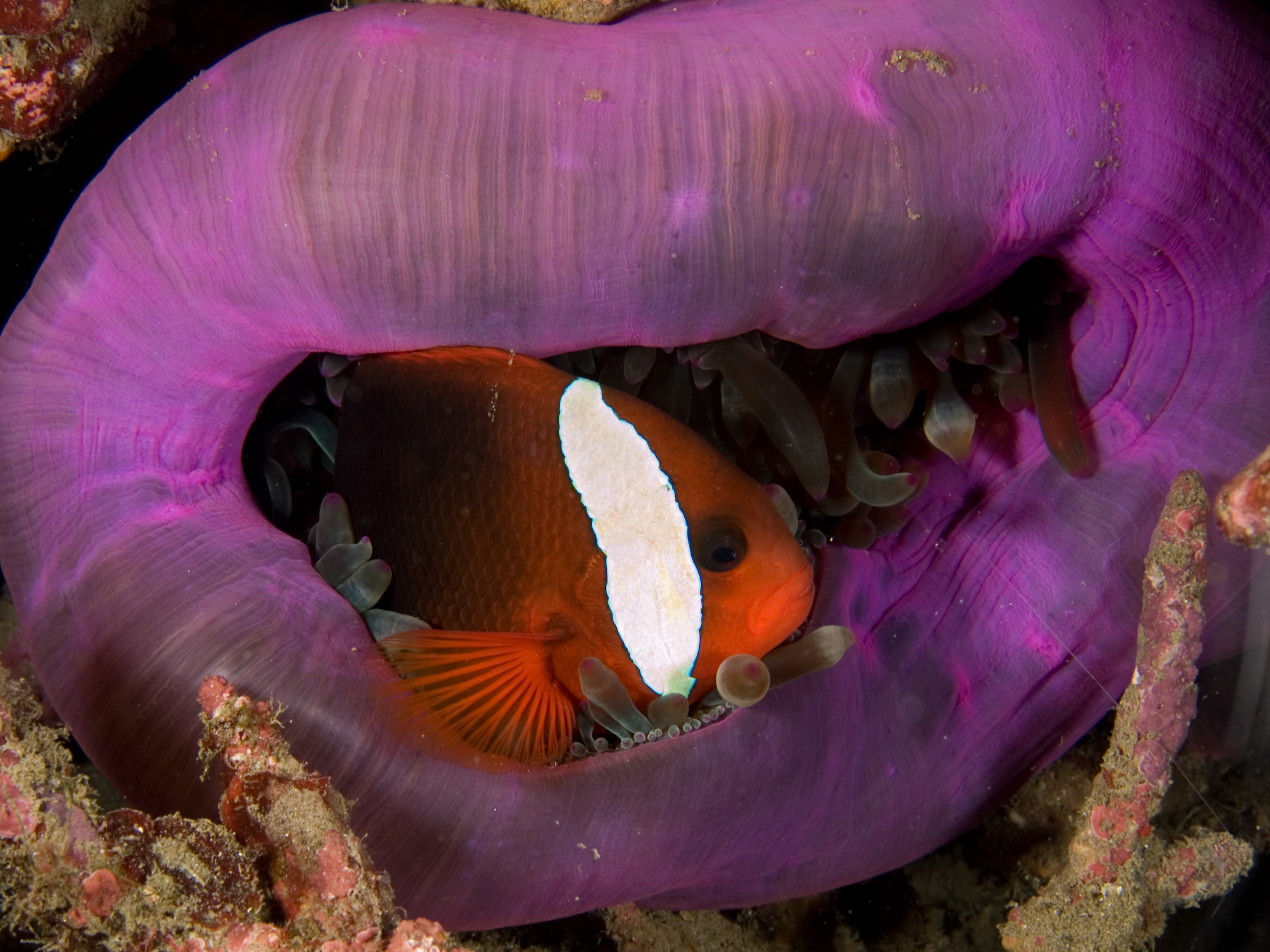
A. melanopus núp trong xúc tu của hải quỳ H. magnifica

A. melanopus có chiều dài cơ thể tối đa được ghi nhận là 12 cm. Cá trưởng thành có màu đen ở hai bên thân cũng như vây bụng và vây hậu môn, còn mõm, bụng, vây lưng và đuôi có màu đỏ (nhưng đôi khi phớt màu vàng nhạt). Sau đầu có một dải sọc màu trắng (một số cá thể ở biển San Hô có thể mất đi dải sọc trắng này).
Vây bụng và vây hậu môn có màu đen là đặc điểm giúp phân biệt A. melanopus với Amphiprion frenatus và Amphiprion rubrocinctus.
Số gai ở vây lưng: 10; Số tia vây ở vây lưng: 16–18; Số gai ở vây hậu môn: 2; Số tia vây ở vây hậu môn: 13–14.

## Sinh thái học
Thức ăn của A. melanopus là động vật phù du, một số loài thủy sinh không xương sống và tảo.
A. melanopus là một loài lưỡng tính tiền nam (cá cái trưởng thành đều phải trải qua giai đoạn là cá đực) nên cá đực thường có kích thước nhỏ hơn cá cái. Một con cá cái sẽ sống thành nhóm cùng với một con đực lớn (đảm nhận chức năng sinh sản) và nhiều con non nhỏ hơn. Trứng được cá đực lớn bảo vệ và chăm sóc đến khi chúng nở.

## Thương mại
A. melanopus được đánh bắt bởi những người thu mua cá cảnh và cũng đã được nhân giống nuôi nhốt.